# WiDi
무선 디스플레이(Wireless Display), 줄여서 WiDi(와이다이)는 인텔이 개발한 무선 디스플레이 기술이다. 영상이나 음악, 사진, 앱 등을 컴퓨터에서 HDTV로 무선으로 전송할 수 있다. WiDi는 1080p와 5.1채널 입체 음향, 짧은 반응 시간을 지원한다.
Intel WiDi 위젯을 사용하여, 사용자는 동시에 PC와 TV에서 서로 다른 작업을 할 수 있다. 예를 들면 PC에서 이메일을 확인하면서, WiDi가 연결된 HDTV에서는 스트리밍 영화를 볼 수 있는 것이다.
인텔의 무선 디스플레이 3.5버전에서는 미라캐스트 표준 규격이 지원된다.

## 같이 보기
- 에어플레이 (애플)
- 크롬캐스트
- 구글 캐스트
- 모바일 고선명 링크
- 초광대역
- 와이파이 다이렉트